# Église du Saint-Sacrement de Laroque-d'Olmes
L'église du Saint-Sacrement est une église catholique située à Laroque-d'Olmes, dans le département de l'Ariège, en France.

## Localisation
L'église du Saint-Sacrement se situe au Castella, sur un promontoire à l'est du village. Elle s'est aussi appelée église Notre-Dame du Mercadal placée sous le vocable de saint Martin puis de la Fête-Dieu.

## Historique
Elle a été construite au XIVe siècle, à l'emplacement de l'église romane Saint-Martin où un traité avait été conclu entre Raymond V de Toulouse (1148-1194) et Raymond Trencavel, vicomte de Carcassonne, le 8 juin 1163. Cette entente a été de courte durée car quelques années plus tard, Raymond V de Toulouse donnait la terre d'Olmes qui appartenait aux vicomtes de Carcassonne à Roger Bernard, comte de Foix. Cette mesure a été prise en rétorsion à l'alliance de Roger II Trencavel avec Alphonse II d'Aragon, roi d'Aragon et comte de Barcelone. La terre de Laroque est un enjeu entre les comtes de Toulouse, les comtes de Foix, les comtes de Barcelone et les vicomtes de Carcassonne. 
On ne sait à qui appartenait l'église au moment de cet accord, mais elle était un prieuré de l'importante abbaye de Saint-Sernin de Toulouse au XIIIe siècle. L'église n'apparaît pas comme une propriété de l'abbaye Saint-Sernin dans son cartulaire rédigé peu avant 1200, mais en 1238, l'abbé de Saint-Sernin remet l'église à Raymond. Peu après, l'église Saint-Martin est devenue un prieuré. 
Le prieuré est resté de faible importance pour l'abbaye. La région de Laroque a profité d'un essor économique quand elle est devenue un centre drapier à la fin du XIIIe siècle et dans la première moitié du XIVe siècle. Cet essor s'est terminé avec le début de la guerre de Cent Ans. Elle a connu d'autres troubles au moment des guerres de Religion. La cure est restée à la nomination du chapitre de Saint-Sernin jusqu'à la Révolution.
L'église a été inscrite au titre des monuments historiques par arrêté du 17 décembre 2001.

## Description
L'édifice gothique est à nef unique. Elle est dotée de chapelles latérales ménagées entre les contreforts, sont peu profondes. Il y en a cinq du côté nord et trois du côté du midi car la première travée a été réservée à l'escalier du clocher et la troisième à un portail. Le chœur est éclairé par sept fenêtres à meneaux. L'abside à sept pans est surmontée d'un chemin de ronde interrompu sur les murs de la nef et rajouté par la suite. 
La nef était couverte par des tuiles reposant sur des chevrons longitudinaux s'appuyant sur cinq arcs-doubleaux. En 1885, le conseil de fabrique a décidé de voûter la nef. Pour entreprendre cette opération, le conseil de fabrique a fait déclasser l'église en 1886.
Le clocher à base carrée passe à l'octogone après deux étages pour recevoir encore deux nouveaux étages à baies. 
Le portail, à trois archivoltes, retombant sur six colonnettes par des chapiteaux ornés de décoration végétale, est précédé d'un porche à voûte d'arêtes s'appuyant sur des têtes d'anges. La menuiserie ancienne est constituée de planches cloutées. Le verrou de la porte, terminé par une tête de cheval.

## Décor
L'église renferme dix œuvres remarquables, classées :
- statue dit des Pénitents : Christ en croix[4] ;
- peinture monumentale dans la chapelle des fonts située au rez-de-chaussée du clocher servant de baptistère : le Baptême du Christ[5] ;
- tableau saint Martin évêque et saint Clément[6] ;
- croix de procession[7] ;
- cloche[8] ;
- calice, patène[9] ;
- bénitier[10] ;
- fonts baptismaux[11] ;
- plaque commémorative[12] ;
- serrure[13] ;

## Orgue
Les orgues Gonzales installées en 2004 proviennent de la chapelle royale de Versailles.

## Galerie

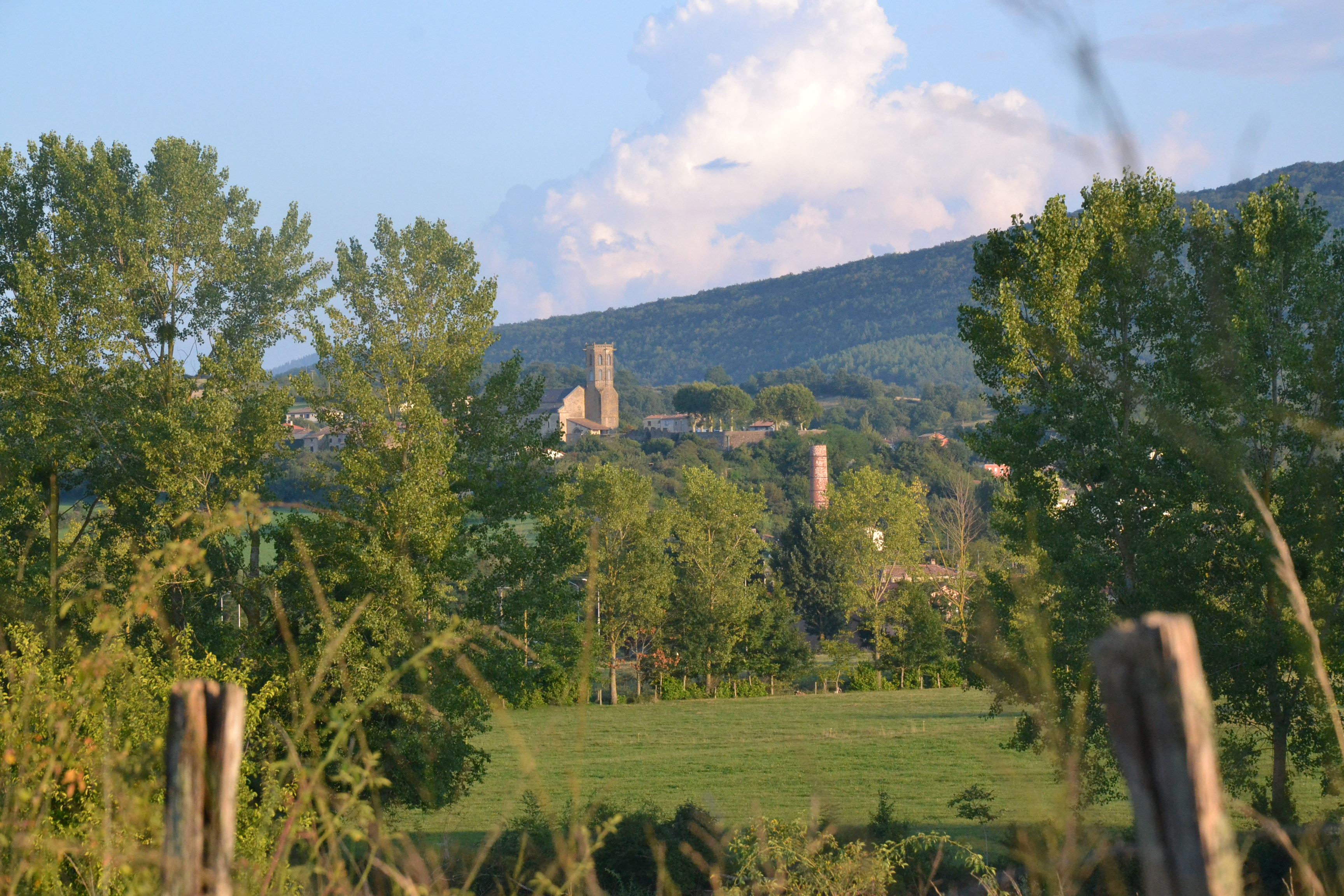
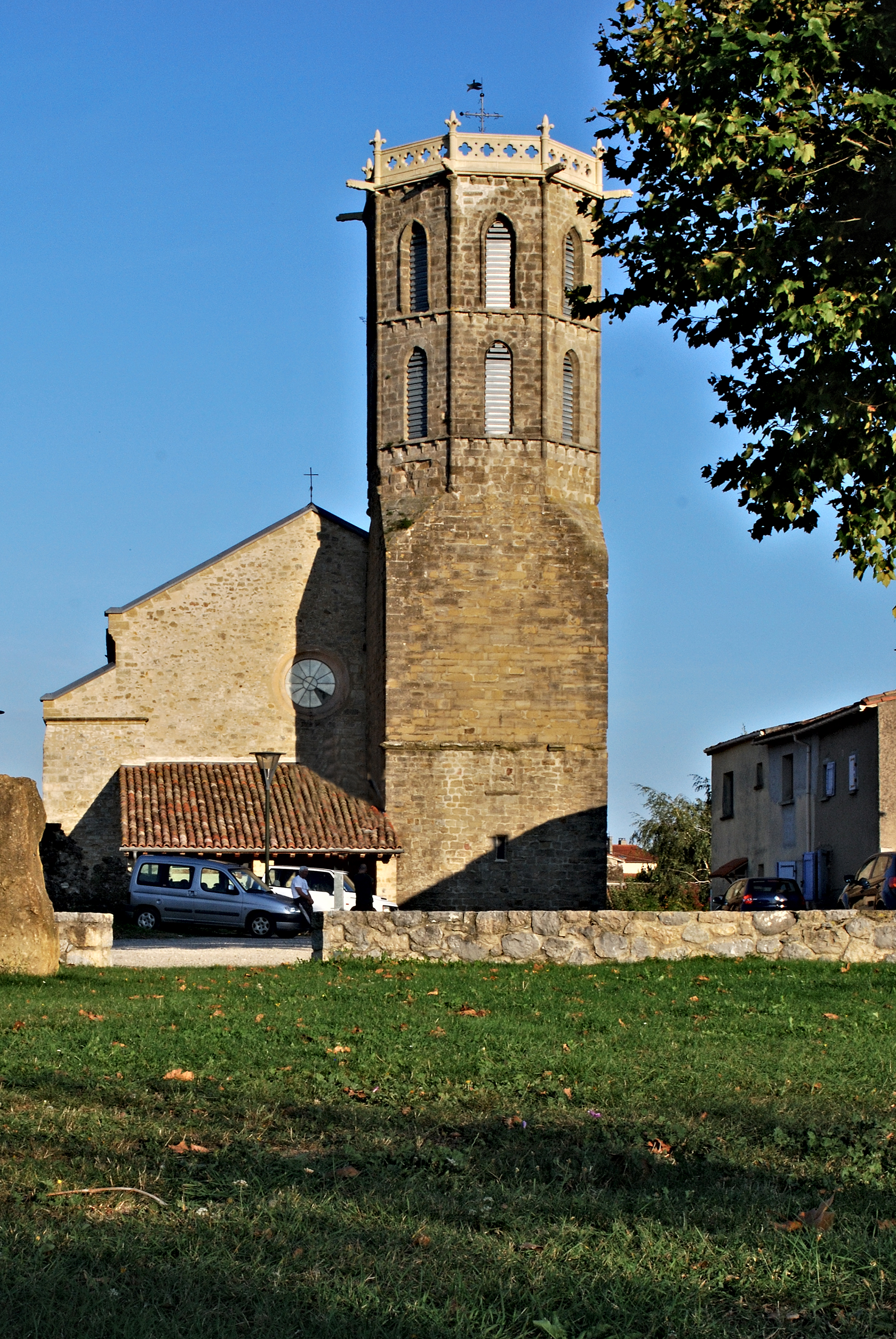
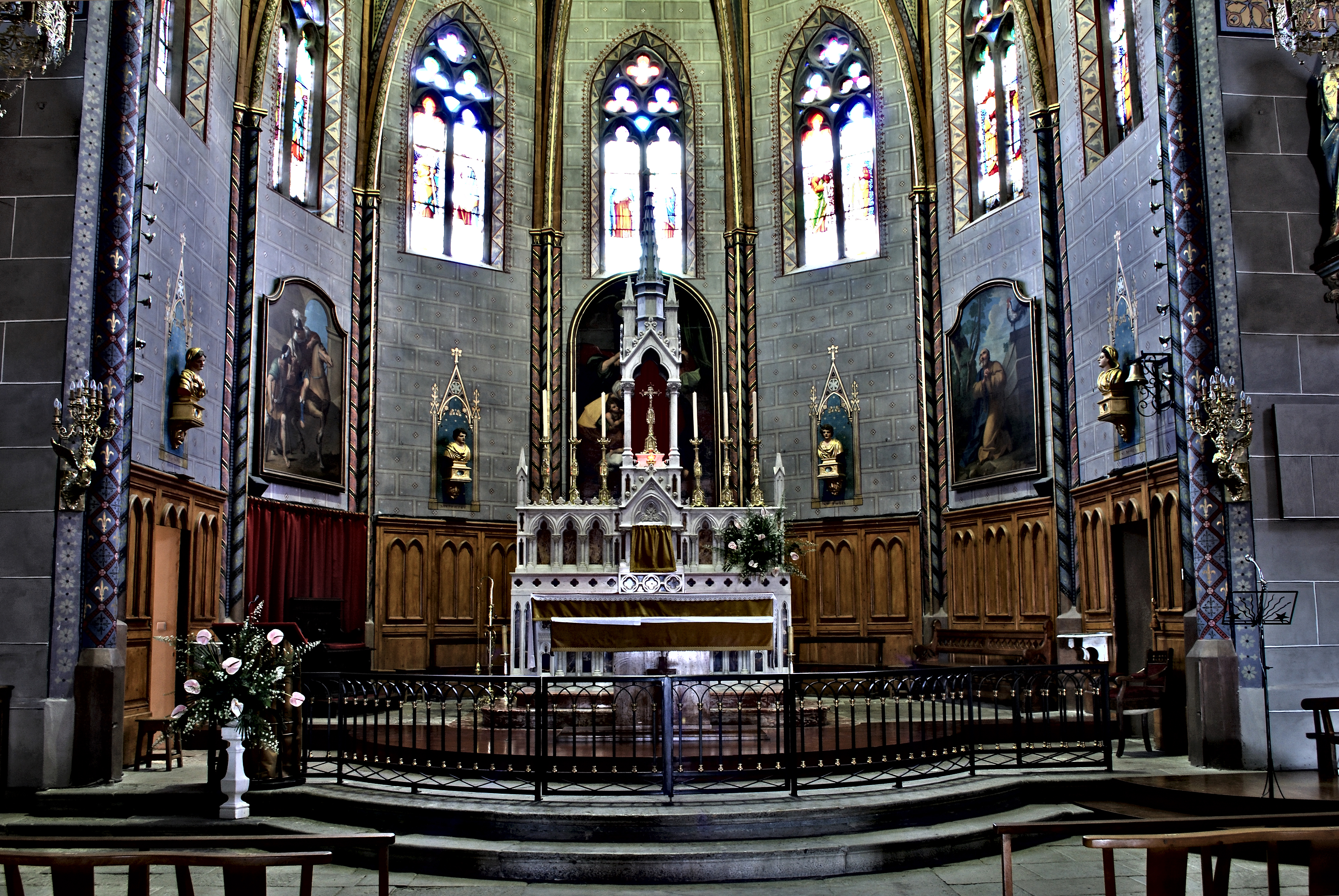
Le chœur. Le maître autel, le tabernacle surmonté d'un ciborium sont en marbre. Sur les murs sont placés des bustes reliquaire et trois tableaux, sur la gauche : saint Martin ; au centre de l'abside : ? ; sur la droite : saint Pierre et le coq symbolisant le Reniement de Pierre.
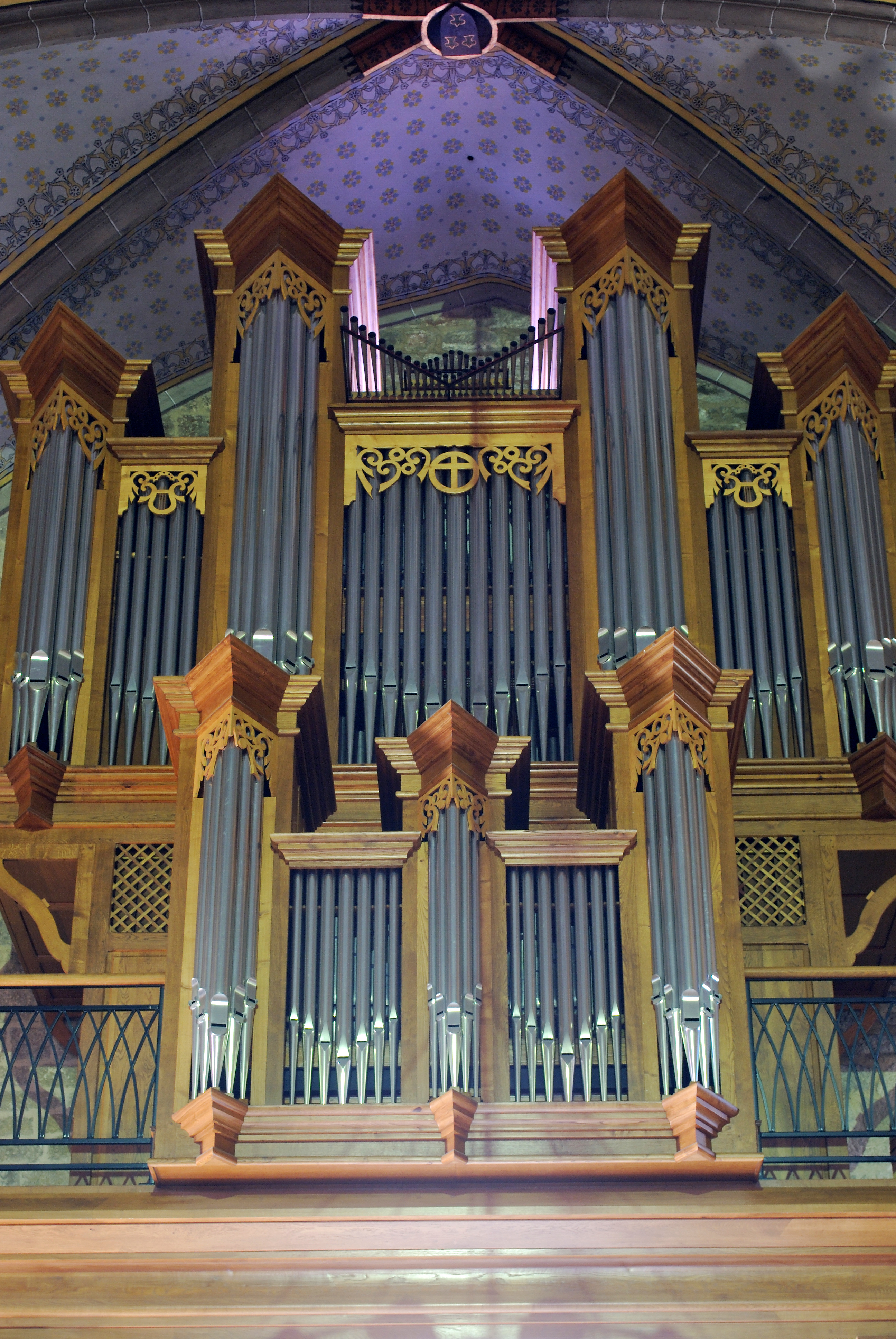
L'orgue.
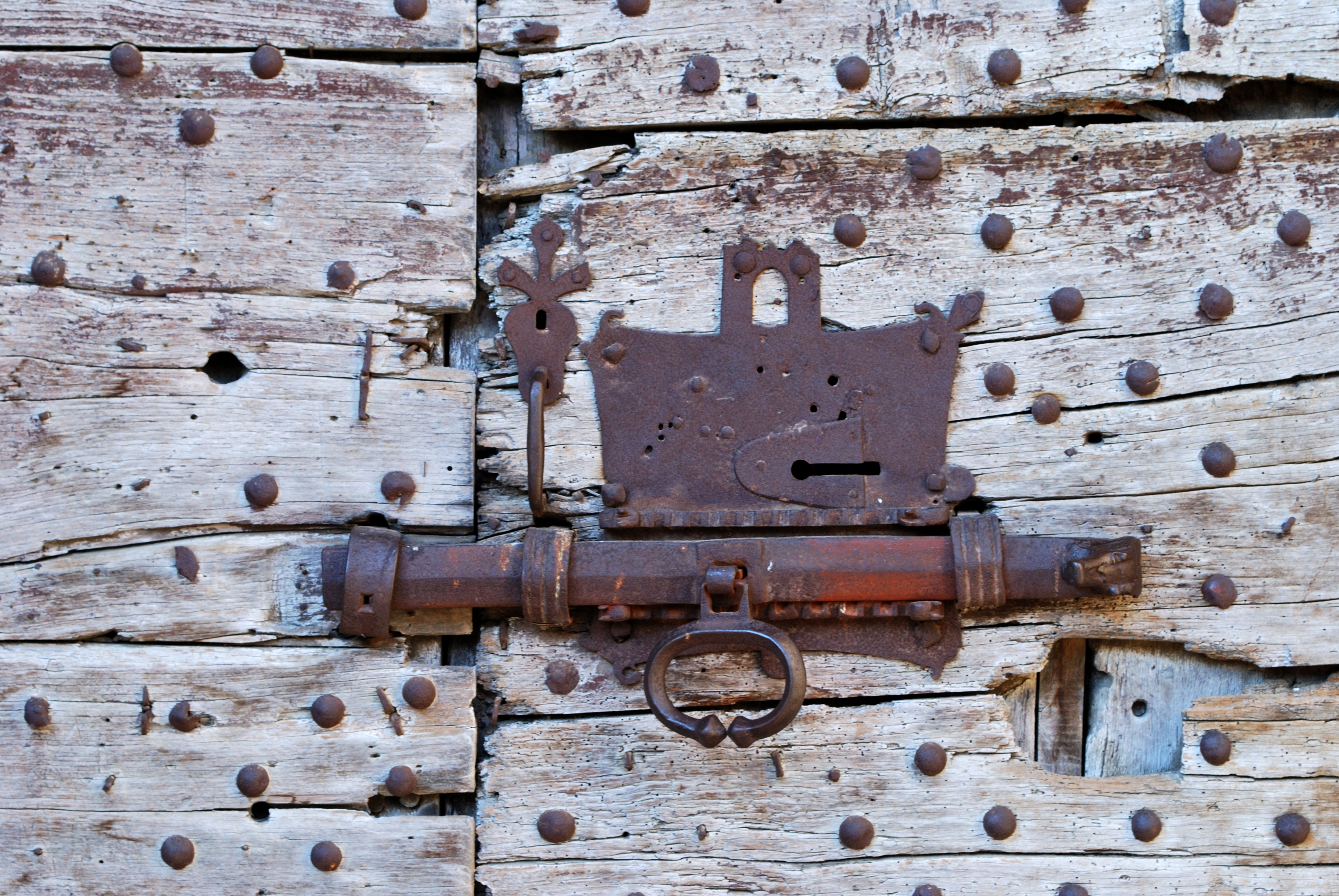
La serrure classée MH.